# آردگلاس
آردگلاس (به انگلیسی: Ardglass) یک روستا در بریتانیا است که در شهرستان داون واقع شده‌است. آردگلاس ۱٬۶۶۸ نفر جمعیت دارد.